# Gustav von Wangenheim
Gustav von Wangenheim (Wiesbaden, 1895. február 18. – Kelet-Berlin, 1975. augusztus 5.) német színész, forgatókönyvíró és filmrendező.
Wangenheim, akinek a szülei színészek voltak 1916-ban kezdett a filmgyárban dolgozni. Azonban a legsikeresebb szereplése 1922-ben a Nosferatu című német némafilmben került sor, a filmben Thomas Hutter illetve Jonathan Harkert játszotta. Ugyanebben az évben tagja lett a Németország Kommunista Pártjának.
Az 1930-as években elhagyta a Németországot és a Szovjetunióba menekült. Amíg száműzetésben élt, folytatta a szakmáját, feleségül vette Inge von Wangenheimet. A háború után visszatért az NDK-ba, ahol a DEFA-nak kezdett dolgozni rendezőként és forgatókönyvíróként.

## További filmjei
- 1955: Heimliche Ehen (rendező, forgatókönyvíró)
- 1955/1956: Lied über dem Tal (rendező)
- 1953/1954: Gefährliche Fracht (rendező)
- 1949: Der Auftrag Höglers (rendező, forgatókönyvíró)
- 1948: …und wieder 48! (rendező, forgatókönyvíró)
- 1935: Kämpfer (rendező, forgatókönyvíró)
- 1930/1931: Danton (film, 1931)
- 1928/1929: Frau im Mond
- 1923: Schatten
- 1922: Das Feuerschiff
- 1922: Der Liebe Pilgerfahrt
- 1922/1923: Der steinerne Reiter
- 1921: Nosferatu, eine Symphonie des Grauens
- 1920:	Das Haus zum Mond
- 1920:	Der Tempel der Liebe
- 1920:	Kohlhiesels Töchter
- 1919:	Die Welteroberer
- 1919:	Kitsch. Tragödie einer Intrigantin
- 1919/1920: Romeo und Julia im Schnee
- 1918:	Ferdinand Lassalle
- 1917: Die Erzkokette
- 1916:	Das Leid der Liebe
- 1916: Homunculus. 3. Teil: Die Liebestragödie des Homunculus
- 1916:	Passionels Tagebuch